# John W. Cunningham
Pour les articles homonymes, voir John Cunningham et Cunningham.
John Marshall Cunningham (28 juillet 1915-4 juin 2002) est un auteur américain qui a écrit un certain nombre de romans et de nouvelles western sous le nom de « John W. Cunningham » ou « John M. Cunningham ».

## Biographie
Il est né le 28 juillet 1915 à Deer Lodge, dans le Montana, fils de John et Sue Cunningham. Pendant la Seconde Guerre mondiale, il sert dans l'armée américaine dans le Pacifique Sud. Alors qu'il vit à Santa Barbara, en Californie, il devient un romancier publié. Il s'installe à Ashland, dans l'Oregon, en 1985, où il vit jusqu'à sa mort,.
Son œuvre la plus célèbre est « The Tin Star », une nouvelle parue dans le magazine Collier's en 1947. Elle est adaptée au cinéma en 1952 dans le film Le train sifflera trois fois, avec Gary Cooper (Oscar du meilleur acteur) et Grace Kelly. Le scénario adapté par Carl Foreman est nommé pour un Oscar.
Sa sœur Julia Cunningham est auteure de littérature pour enfants.

## Publications
- Warhorse (1956)
- "Starfall" (1960)
- Rainbow Runner (1992)

- "The Tin Star" (1947)
- "Yankee Gold" (1953) (filmé sous le titre L'étranger portait un fusil (1953)
- "Day of the Bad Man" ( filmé en 1958 )